# Едвард Вейч
Едвард Вейч (англ. Edward Westbrook Veitch; 8 вересня 1924 — 23 грудня 2013) — американський науковець. Закінчив Гарвардський університет у 1946 році за спеціальністю фізика, там же отримав науковий ступінь доктора філософії з фізики та прикладної фізики в 1948 та 1949 відповідно. У своїй праці 1952 р. «Метод діаграм для мінімізації логічних функцій» («A Chart Method for Simplifying Truth Functions»), Вейч описав графічну процедуру оптимізації логічних схем, яка через рік (1953) була покращена в роботі Моріса Карно та зараз відома як метод мінімізації булевих функцій за допомогою карт Карно.

## Життєпис
У 1942 році вступив до Гарвардського університету. У середині першого курсу був призваний на дійсну військову службу, де за спеціальною програмою вивчав фізику та інженерну справу, після чого був долучений як технік-електронік до роботи над Мангеттенським проєктом в Лос-Аламосі, Нью-Мексико. Після війни, Вейч повернуся в Гарвард та в 1946 році отримав ступінь бакалавра в галузі фізики, а по тому ступінь магістра з фізики та прикладної фізики, в 1948 та 1949 роках відповідно. Був учнем Говарда Ейкена, творця Марк I, першого американського програмованого комп'ютера.
З 1949 року Вейч працював у Burroughs Corporation, в групі розробки одних з найперших електронних комп'ютерних систем, як комерційних, так і військових та отримав ряд патентів. До цих проєктів відносився комп'ютер E101, та система мережевої обробки інформації, яка надходила від радарів SAGE. У цей час вчений опублікував статтю про метод оптимізації цифрових схем, який відомий зараз як метод діаграм Вейча. Вейч керував науковими дослідженнями та розробкою обчислювальних систем в комп'ютерному відділі RCA (Radio Corporation of America), а після у Pennsylvania Research Associates (Філадельфія).
Під час роботи у відділенні ракетних систем та наземних радарів (Missile and Surface Radar Division) компанії RCA він розроблював комп'ютерні системи для системи протиповітряної оборони військово-морських сил (Navy's Aegis Missile Defense System).
Був одружений та мав 2 дітей.

### Оригінальні діаграми Вейча
Було відомо, що функцію можна було представити у вигляді точок в кутах n-мірного куба. Два суміжних кути, наприклад, два верхні праві кути можуть бути визначенні як верхні праві кути, а чотири кути на передній грані куба можуть бути визначені як передні кути. Для чотирьох, п'яти або шести змінних проблема стає більш складною.
Як відобразити багатовимірний куб на плоскій діаграмі, так щоб можна було легко побачити ці відношення?
- Для трьох вимірів, Вейч малював набір квадратів 2х2 для верхньої частини куба, та другий для нижньої частини куба с невеликим проміжком між двома наборами квадратів. У верхньому наборі 2х2 мінімізованою групою були горизонтальна або вертикальна пара клітинок або всі чотири клітинки. Зв'язок між верхньою та нижньою множиною був як зв'язок один-до-одного поміж кожним квадратом верхнього набору і відповідною коміркою нижньої множини. Аналогічне правило використовується для випадку чотирьох змінних, котрі інколи зображуються у вигляді куба, в середини другого куба в яких всі відповідні кути зв'язані.
- Діаграми Вейча для чотирьох змінних тоді будуть зображуватися як чотири набори 2х2 великого квадрату з невеликим простором поміж кожною парою наборів. Таким чином, горизонтальну пару в лівому верхньому наборі можливо об'єднати з відповідною парою в лівому нижньому наборі або верхньому правому наборі або, можливо, з усіма чотирма наборами, скласти групу з восьми клітинок.
- Для п'яти або шести змінних це правило також застосовується. Діаграма для п'яти змінних складається з двох діаграм для чотирьох змінних, розташованих поряд один з одним з великим простором поміж ними. Збіг між двома діаграмами для чотирьох змінних знаходиться для клітинок, котрі збігаються якщо одну карту накласти на іншу.

В останню хвилину перед презентацією Вейч видалив простір поміж групами клітинок 2x2. Це було погане рішення, тому що ускладнило розуміння загальної структури функції, а також застосування правил мінімізації. З часом, розв'язуючи головоломки судоку, Вейч зрозумів, що інтервал або товсті лінії поміж групами квадратів можуть бути дуже корисними, особливо якщо в тебе поганий зір, як це було у Вейча у похилому віці.